# Kebayaken
Kebayaken is een bestuurslaag in het regentschap Karo van de provincie Noord-Sumatra, Indonesië. Kebayaken telt 409 inwoners (volkstelling 2010).